# 濹東綺譚
『濹東綺譚』（ぼくとうきだん），是永井荷風的小說。昭和12年（1937年）在「朝日新聞」連載。曾多次改編成電影。

## 概要
以私娼窟・玉之井為舞台，透過小說家大江匡和娼婦阿雪的交往，同時描寫社會風俗、世相變遷。荷風的日記『斷腸亭日乘』記載荷風往來玉之井的情況，所以主人公大江被認為是作者本人的分身。

## 映像化

### 電影
曾在1960年・1992年・2010年改編成電影。

### 電視
- 2003年2月21日(金) NHK BS2 「朗読紀行『にっぽんの名作』 墨東綺譚」演出中田秀夫　朗読・出演麻生祐未

## 脚注
1. ↑  昭和12年（1937年）岩波書店初版

## 外部連結
- 『濹東綺譚』：新字新仮名 - 青空文庫（日語）
- 墨東綺譚（1960） - allcinema
- ぼく東綺譚(1960) - KINENOTE
- 互联网电影数据库（IMDb）上《Bokutô kitan》的资料（英文）
- 墨東綺譚（1992） - allcinema
- 墨東綺譚(1992) - KINENOTE
- 互联网电影数据库（IMDb）上《Bokuto kidan》的资料（英文）
- 癒しの遊女 濡れ舌の蜜（2010） - allcinema
- 癒しの遊女　濡れ舌の蜜（墨東綺譚） - KINENOTE